# MOULINAKA
MOULINAKA (für frz. Mouvement pour la libération nationale du Kampuchéa; khm. លី ណា កា; engl. Movement for the National Liberation of Kampuchea; dt. Bewegung für die nationale Befreiung von Kampuchea) war eine Norodom Sihanouk ergebene militärische Organisation, die von einer bewaffneten Gruppe an der thailändisch-kambodschanischen Grenze gegründet wurde.

## Geschichte
MOULINAKA wurde am 31. August 1979 von Kong Sileah gegründet, einem Marinekapitän während der Republik Khmer, der in Frankreich lebte, nachdem er das Angebot von General Dien Del abgelehnt hatte, sich an der Bildung der Nationalen Befreiungsfront der Khmer (KPNLF) zu beteiligen. Sileah wollte eine einheitliche Organisation anstelle einer Front und eine einheitliche Kommandostruktur. Es war die erste Widerstandsgruppe, die Prinz Norodom Sihanouk Loyalität versprach, 1982 die monarchistische Partei FUNCINPEC mitgründete und später zu deren militärischem Arm, der Armée nationale sihanoukiste (ANS), wurde. MOULINAKA erhielt den größten Teil ihrer Unterstützung von in Frankreich lebenden kambodschanischen Exilanten. Ihre Unterstützungsbasis war in den Flüchtlingslagern entlang der thailändisch-kambodschanischen Grenze, hauptsächlich im Flüchtlingslager Nong Chan in der Nähe von Aranyaprathet.
Sileah starb am 16. August 1980 im Alter von 45 Jahren, offenbar an Malaria. Der Fallschirmjägeroberst Nhem Sophon übernahm die Führung von MOULINAKA. General In Tam übernahm später die militärischen Operationen der ANS. 1985 wurde er von Sihanouks Sohn Norodom Ranariddh abgelöst.
1992 gründete Prum Neakareach eine Splittergruppe der FUNCINPEC, die MOULINAKA Nakator-Sou (engl. Kampuchean Freedom Fighter Party). Die Partei nahm an den Wahlen von 1993 teil und gewann einen Sitz in Kampong Cham, wurde aber 1998 wegen interner Machtkämpfe aufgelöst.
MOULINAKA trat nach den Wahlen von 1993 der Kambodschanischen Volkspartei (CPP) von Hun Sen bei, für FUNCINPEC angesichts des vorangehenden gemeinsamen Kampfes gegen das provietnamesische Regime der Volksrepublik Kampuchea (am Ende in Staat Kambodscha umbenannt) und nachdem sie MOULINAKA einen Ministerposten zu eigenen Lasten überlassen hatte, eine bittere Enttäuschung.